# Zamuco
Zamuco, grupa indijanskih plemena porodice Zamucoan iz Bolivije, Paragvaja i susjednih predjela Brazila. Pleme Zamuco dalo je cijeloj grupi svoje ime. Teritorij Zamucoan Indijanaca prostire se zapadno od rijeke Paraguay. Glavna plemena su Guarañoca, Chamacoco, Tsiracua i Moro ili Morotoco. Zamuco su polunomadska plemena koji žive u polupustinjskom kraju od lova i nešto agrikulture. Organizirani su po malenim bandama koje se sastoje od nekoliko obitelji i labavim autoritetom poglavice. Religiozni život poznat je tek Chamacoco Indijancima ali oni nisu pravi Zamuco. Zamuci održavaju inicijacije za mlade muškarce u kojima se maskirani muškarci izdaju za duhove. Da ne bi umrle, žene ovim ceremonijama ne smiju prisustvovati. Bolesti liječi šaman koji održava vezu s natprirodnim svijetom.
Stari Zamuco Indijanci su izumrli a njihovi srodnici Chamacoco danas su pod utjecajem bijele civilizacije i gube kulturni identitet. Srodna Zamuco plemena Tsiracua i Moro su preživjela ali nisu u najboljim odnosima s bijelcima.

## Plemena Zamuco
I Sjeverni Zamuco
- A Zamuco s:
  - Zamuco (Samuca; pl. Zamucos). Stari Zamucos u misiji San Juan Bautista u Boliviji gdje su preuzeli jezik i kulturu tamošnjih Chiquito Indijanaca (Susnik 1981; 1989).
  - Zatieño (Satienyo, Ibiraya)
- B Morotoco (Coroino; pl. Morotocos)
  - Ororebate (Orebate), Carerá
  - Cucurate (Cucarate; Cucurates, Cucutades),
  - Tomoeno (pl. Tomoenos),
  - Panono (Panana; Panonas)
- C Guarañoca
  - Tsiracua (Tsirakua),
  - Moro
- D Poturero (Ninaquiguilá). Susnik (1981) smatra da su Chiquitoan porijekla
- E Ugaraño (Ugaraños).
- F Tapii (Tapio). Mason ih klasificira u Otuke. porodica Bororoan.

II Južni Zamuco
- A Chamacoco (sami sebe zovu Ïšïrï): 
  - Ebidoso,
  - Horio (Ïšïrï),
  - Tumereha,
- B Caipotorade (Caipotorades) i Timinaha,
- C Imono,
- D Tunacho (Tunachos).

Ayoreo. Potomci starih plemena Zamuca. Sada u departmanu Santa Cruz i Alto Paraguay u Boliviji. 2,016. ih je registrirano 2002.

## Vanjske poveznice
- Los Zamucos  Arhivirana inačica izvorne stranice od 28. studenoga 2008. (Wayback Machine)